# 愛媛県立中央病院
愛媛県立中央病院（えひめけんりつちゅうおうびょういん、英語: Ehime Prefectural Central Hospital）は、愛媛県が病院事業として設置・運営している病院の一つ。中予地区の拠点医療機関として、高度救命救急センター、総合周産期母子医療センターなども設置されている。PFIの導入による建て替えが行われ、2014年12月1日に完了した。
略称は「県中」、または「県病院」。

## 沿革
- 1945年（昭和20年）9月 - 松山市北持田町に日本医療団愛媛病院が設置。
- 1947年（昭和22年）4月 - 松山市三番町（現在も建物の一部は、松山市役所第4別館として利用中）に移転。
- 1948年（昭和23年）6月 - 県に移管され県立病院となる。
- 1956年（昭和31年）4月 - 県立中央病院と改称される。
- 1956年（昭和31年）10月1日 - 地方公営企業法全部適用。
- 1960年（昭和35年）5月 - 人間ドック開設。
- 1964年（昭和39年）1月 - 未熟児センター開設。
- 1974年（昭和49年）10月 - 松山市春日町（松山刑務所跡地、現在地）に移転。
- 1974年（昭和49年）12月 - 救急病院として告示される。
- 1978年（昭和53年）3月 - 臨床研修病院として告示される。
- 1979年（昭和54年）8月 - 東洋医学研究所開設。
- 1981年（昭和56年）4月 - 救命救急センター開設。
- 1990年（平成2年）4月 - 周産期センター開設。
- 2006年（平成18年）1月 - 愛媛PET-CTセンター新設。
- 2007年（平成19年）1月 - 地域がん診療連携拠点病院として告示される。
- 2008年（平成20年）8月 - 腎・糖尿病センター開設。
- 2008年（平成20年）12月 - 消化器病センター開設。
- 2009年（平成21年）4月 - がん治療センター開設。
- 2010年（平成22年）6月 - 同敷地内にて１号館（新本院）新築工事着工。
- 2013年（平成25年）5月 - 新本院に移転。高度救命救急センター指定。
- 2017年（平成29年）2月1日 - 当院を基地病院としてドクターヘリの運行を開始[5]。
- 2017年（平成29年）4月 - 救急医療機能評価認定
- 2017年（平成29年）12月 -ISO15189(臨床検査室)認定

## 診療科目
- 内科
- 小児科
- 外科
- 皮膚科
- 泌尿器科
- 整形外科
- 産婦人科
- 眼科
- 耳鼻咽喉科
- 歯科
- 神経内科
- 脳神経外科
- 循環器内科
- 心臓血管外科
- 形成外科
- 麻酔科
- アレルギー科
- 呼吸器内科
- 呼吸器外科
- 腎臓内科
- 放射線科
- リハビリテーション科
- 精神科
- 小児外科
- 消化器内科
- 消化器外科
- 乳腺甲状腺外科
- 新生児科
- 発達小児科
- 糖尿病内分泌代謝内科
- 心療内科
- 特診科
- 総合診療部
- 救急診療部
- 病理診断部
- 東洋医学研究所
- 人間ドック部

## 医療機関の指定・認定
（下表の出典）
| 保険医療機関                                   | 母体保護法指定医の配置されている医療機関 |
| 労災保険指定医療機関                           | 地域医療支援病院                         |
| 指定自立支援医療機関（更生医療）               | 災害拠点病院（基幹）                     |
| 指定自立支援医療機関（育成医療）               | へき地医療拠点病院                       |
| 指定自立支援医療機関（精神通院医療）           | 救命救急センター（高度救命救急センター） |
| 身体障害者福祉法指定医の配置されている医療機関 | 臨床研修病院                             |
| 精神保健指定医の配置されている医療機関         | がん診療連携拠点病院等                   |
| 生活保護法指定医療機関                         | エイズ治療拠点病院                       |
| 結核指定医療機関                               | 特定疾患治療研究事業委託医療機関         |
| 指定養育医療機関                               | DPC対象病院                              |
| 原子爆弾被害者指定医療機関                     | 指定小児慢性特定疾病医療機関             |
| 第二種感染症指定医療機関                       | 総合周産期母子医療センター               |
| 公害医療機関                                   |                                          |

- 原子力災害拠点病院[9]
- 肝疾患専門医療機関[8]
- 臓器提供施設[8]
- 愛媛大学医学部関連教育病院[8]
- NPO法人卒後臨床研修評価機構(JCEP)認定病院[10]
- 公益財団法人日本医療機能評価機構認定病院[11]
- このほか、各種法令による指定・認定病院であるとともに、各学会の認定施設でもある。

## 交通アクセス
- 伊予鉄バス県立中央病院バス停・県病院前バス停下車

## 愛媛県立病院
愛媛県は病院事業として、下記の4病院を設置・運営し、公営企業管理局の管轄に置いている。
- 愛媛県立中央病院　/　松山市春日町83番地
- 愛媛県立今治病院　/　今治市石井町4丁目5の5
- 愛媛県立南宇和病院　/　南宇和郡愛南町城辺甲2433の1
- 愛媛県立新居浜病院　/　新居浜市本郷3丁目1番1号